# Agama comú
L'agama comú o llangardaix de foc (Agama agama) és una espècie de sauròpsid (rèptil) escatós de la família Agamidae propi de l'Àfrica subsahariana d'inconfusible aspecte pels seus vius colors. Ha estat introduït a Florida.